# Vadims Mikuckis
Vadims Mikuckis (Liepāja, 10 agosto 1971) è un ex calciatore lettone, di ruolo centrocampista.

## Carriera

### Club
In epoca post sovietica ha cominciato la sua carriera nel Gauja Valmiera; andò quindi all'estero, con gli estoni del Vigri, dove rimase per una stagione. Tornato in patria approdò al RAF Jelgava, rimanendo un'unica stagione.
Andò quindi allo Skonto dove alla prima stagione vinse il campionato lettone; nel corso della seconda, invece, passò allo Skonto/Metals-Rinar che di fatto era la formazione riserve dello Skonto.
Da quel momento in poi partì per l'Australia dove trascorse gran parte della sua carriera nelle serie inferiori.
Nel 2003 chiuse la carriera in patria, nel Gauja Valmiera, dove aveva cominciato.

### Nazionale
Esordì in nazionale il 30 luglio 1994, giocando titolare contro l'Estonia in una partita valida per la Coppa del Baltico.
Giocò in tutto sette partite con la nazionale tra il 1994 e il 1995, senza mettere a segno reti.

## Statistiche

### Cronologia presenze e reti in Nazionale
| Cronologia completa delle presenze e delle reti in nazionale ― Lettonia | Cronologia completa delle presenze e delle reti in nazionale ― Lettonia | Cronologia completa delle presenze e delle reti in nazionale ― Lettonia | Cronologia completa delle presenze e delle reti in nazionale ― Lettonia | Cronologia completa delle presenze e delle reti in nazionale ― Lettonia | Cronologia completa delle presenze e delle reti in nazionale ― Lettonia | Cronologia completa delle presenze e delle reti in nazionale ― Lettonia | Cronologia completa delle presenze e delle reti in nazionale ― Lettonia |
| Data                                                                    | Città                                                                   | In casa                                                                 | Risultato                                                               | Ospiti                                                                  | Competizione                                                            | Reti                                                                    | Note                                                                    |
| ----------------------------------------------------------------------- | ----------------------------------------------------------------------- | ----------------------------------------------------------------------- | ----------------------------------------------------------------------- | ----------------------------------------------------------------------- | ----------------------------------------------------------------------- | ----------------------------------------------------------------------- | ----------------------------------------------------------------------- |
| 30-7-1994                                                               | Vilnius                                                                 | Estonia                                                                 | 0 – 2                                                                   | Lettonia                                                                | Coppa del Baltico 1994                                                  | -                                                                       |                                                                         |
| 31-7-1994                                                               | Vilnius                                                                 | Lituania                                                                | 1 – 0                                                                   | Lettonia                                                                | Coppa del Baltico 1994                                                  | -                                                                       | 67’                                                                     |
| 6-9-1994                                                                | Riga                                                                    | Lettonia                                                                | 0 – 3                                                                   | Irlanda                                                                 | Qual. Euro 1996                                                         | -                                                                       | 65’                                                                     |
| 6-11-1994                                                               | Ozolnieki                                                               | Lettonia                                                                | 0 – 0                                                                   | Estonia                                                                 | Amichevole                                                              | -                                                                       | 68’                                                                     |
| 15-11-1994                                                              | Eschen                                                                  | Liechtenstein                                                           | 0 – 1                                                                   | Lettonia                                                                | Qual. Euro 1996                                                         | -                                                                       | 46’                                                                     |
| 8-3-1995                                                                | Budapest                                                                | Ungheria                                                                | 2 – 0                                                                   | Lettonia                                                                | Amichevole                                                              | -                                                                       | 76’                                                                     |
| 29-3-1995                                                               | Salisburgo                                                              | Austria                                                                 | 5 – 0                                                                   | Lettonia                                                                | Qual. Euro 1996                                                         | -                                                                       | 66’                                                                     |
| Totale                                                                  |                                                                         | Presenze                                                                | 7                                                                       |                                                                         | Reti                                                                    | 0                                                                       |                                                                         |

## Palmarès

### Club
- Campionato lettone: 1

Skonto: 1994